# 上富田町
上富田町（かみとんだちょう）は和歌山県西牟婁郡にある町。紀南地域（西牟婁圏域）に属する。

## 地理
和歌山県の南部に位置する。富田川が町を縦貫している。田辺湾が近くにあるが海には面しておらず、田辺市と白浜町に囲まれている。気候は黒潮の影響により温暖である。

### 地区
- 岩崎
- 朝来
- 南紀の台
- 生馬
- 岩田
- 岡
- 市ノ瀬
- 下鮎川

### 人口
平成22年国勢調査（速報値）より前回調査からの人口増減をみると、0.22％増の14,807人であり、増減率は県内30市町村中3位。
| |                                          |  |
| 上富田町と全国の年齢別人口分布（2005年） | 上富田町の年齢・男女別人口分布（2005年） |  |
| ■紫色 ― 上富田町 ■緑色 ― 日本全国 | ■青色 ― 男性 ■赤色 ― 女性                |  |
| 上富田町（に相当する地域）の人口の推移 \| 1970年（昭和45年） \| 9,985人 \| \| \| 1975年（昭和50年） \| 10,636人 \| \| \| 1980年（昭和55年） \| 11,835人 \| \| \| 1985年（昭和60年） \| 12,702人 \| \| \| 1990年（平成2年） \| 13,180人 \| \| \| 1995年（平成7年） \| 13,752人 \| \| \| 2000年（平成12年） \| 14,501人 \| \| \| 2005年（平成17年） \| 14,775人 \| \| \| 2010年（平成22年） \| 14,807人 \| \| \| 2015年（平成27年） \| 14,989人 \| \| \| 2020年（令和2年） \| 15,236人 \| \| |                                          |  |
| 総務省統計局 国勢調査より |                                          |  |
| 1970年（昭和45年） | 9,985人                                  |  |
| 1975年（昭和50年） | 10,636人                                 |  |
| 1980年（昭和55年） | 11,835人                                 |  |
| 1985年（昭和60年） | 12,702人                                 |  |
| 1990年（平成2年） | 13,180人                                 |  |
| 1995年（平成7年） | 13,752人                                 |  |
| 2000年（平成12年） | 14,501人                                 |  |
| 2005年（平成17年） | 14,775人                                 |  |
| 2010年（平成22年） | 14,807人                                 |  |
| 2015年（平成27年） | 14,989人                                 |  |
| 2020年（令和2年） | 15,236人                                 |  |

## 歴史
- 1956年（昭和31年）9月30日 - 市ノ瀬村（同日鮎川村のうち1 - 390番地の一部を編入）・岩田村が合併して上富田町が発足。
- 1958年（昭和33年）3月31日 - 富田川町と合併し、改めて上富田町が発足。
- 2006年（平成18年）4月1日 - 「食糧物資支給制度」を設ける。「生活保護の認定は受けられないが極度に困っている」という家庭が対象で、米などの食料品を支給する。月2万円分が上限。町長が支給を決めると、担当職員がすぐに買い物へ行くことになっている[3]。

## 町政
- 町長：奥田誠（2018年2月5日就任、1期目）
- 議会：議員定数は12名である。定例会議は3月・6月・9月・12月に行われる。

## 経済
2001年10月の統計によると
第一次産業就業人数は701名、
第二次産業就業人数は1880名、
第三次産業就業人数は4362名
である。

### 産業
- ウメはみなべ、田辺に次ぐ主産地の一つ。ミカン、スモモなども盛ん。名産のひょうたんは、縁起物として熊野参詣者に親しまれた。
- シキボウリネン（繊維・紡績企業であるシキボウの子会社） - 白浜町や田辺市域に多い観光ホテル向けにリネンを回収、一括して洗濯・乾燥を行う（クリーニング業）。上富田町には朝来工場がある。
- 株式会社NTN紀南製作所 - NTNの子会社。軸受（ベアリング）を製造する。
- 古くから貝ボタン製造が地場産業として知られ、現在もユリア樹脂を使ったプラスチック製ボタン生産が盛んである。近年は輸入品に押されがちであったが、ボタン製造技術を生かし、他の加工品生産を行っている企業もある。

### 日本郵政グループ
- 上富田郵便局（集配局）（朝来） － ゆうちょ銀行ATMのホリデーサービス実施局（2011年6月現在）
- 岩田郵便局（岩田）
- 市ノ瀬簡易郵便局（市ノ瀬）
- 下鮎川簡易郵便局（下鮎川）

※上富田町内の郵便番号は「649-21xx」（上富田郵便局の管轄）となっている。

## 教育
町内に大学はない。
- 大学校
  - 和歌山県農林大学校
- 高等学校
  - 和歌山県立熊野高等学校（上富田町朝来670番地）
- 中学校
  - 上富田町立上富田中学校（上富田町岩田173番地）
- 小学校
  - 上富田町立朝来小学校（上富田町朝来2750番地）
  - 上富田町立生馬小学校（上富田町生馬1901番地）
  - 上富田町立岩田小学校（上富田町岩田1750番地）
  - 上富田町立岡小学校（上富田町岡638番地）
  - 上富田町立市ノ瀬小学校（上富田町市ノ瀬604番地）
- 特別支援学校
  - 和歌山県立はまゆう支援学校（上富田町岩田2150番地）
  - 和歌山県立南紀支援学校（上富田町岩田1787-1番地）

## 交通

### 鉄道

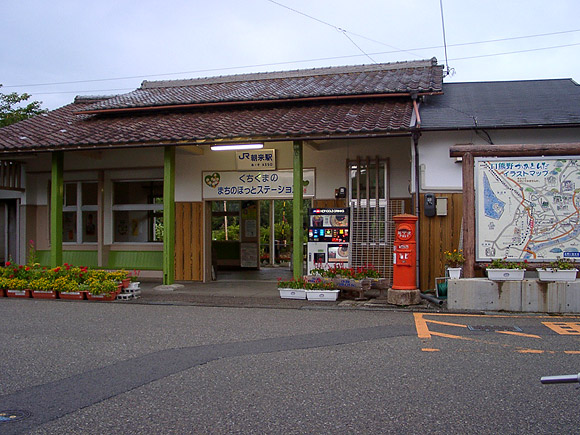
朝来駅

町内にはJR西日本紀勢本線が走っている。鉄道駅は朝来のみで、この駅には普通列車のみ停車する。朝来駅は、無人駅である。
- 西日本旅客鉄道
  - 紀勢本線（きのくに線）：朝来駅

### 路線バス
- 龍神自動車
- 明光バス

### 道路
- 高速道路
  - 紀勢自動車道：上富田IC
- 一般国道

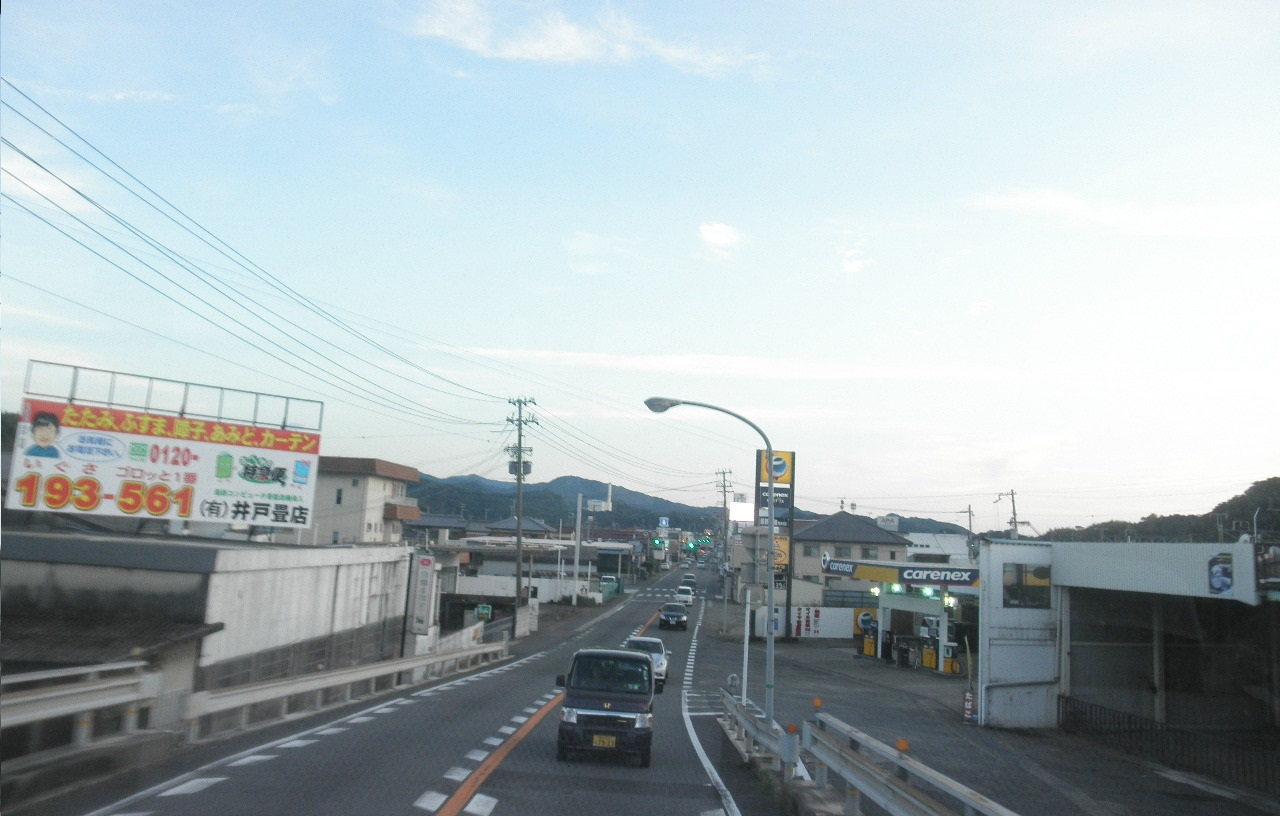
町内を縦断する国道42号
朝来で撮影

  - 町内には国道42号線および国道311号線が走っている。町内には国道42号線から国道311号線が分岐する地点がある。
- 県道
  - 和歌山県道35号上富田南部線
  - 和歌山県道36号上富田すさみ線
  - 和歌山県道205号上野岩田線
  - 和歌山県道219号下川上牟婁線
  - 和歌山県道220号岩田保呂線

## 名所・旧跡・観光スポット・祭事・催事

### 観光
- 竜松山城址
- 蛇喰城（じゃばみじょう）跡
- 救馬渓観音（すくまだに）
- 興禅寺 - 別名だるま寺
- 朝日ゴルフクラブ白浜コース
- ラビーム白浜ゴルフクラブ
- 熊野古道中辺路および九十九王子
- 郵便橋

### 温泉
- 隣町白浜の温泉街が近く上富田町にもホテルなどが一部進出してきている。

### イベント
- 紀州口熊野マラソン

熊野古道中辺路を走るマラソン大会。上富田町のほかに田辺市の旧大塔村、旧中辺路町域も通る。

## 著名な出身者
- 坂本冬美 - 演歌歌手
- 小嶋淳司 - がんこ寿司代表取締役会長
- 硲陽平（イシバシハザマ） - お笑い芸人
- 宮本広志 - 将棋棋士
- atagi（Awesome City Club） - ミュージシャン